# Langston (Oklahoma)
Langston is een plaats (town) in de Amerikaanse staat Oklahoma, en valt bestuurlijk gezien onder Logan County.

## Demografie
Bij de volkstelling in 2000 werd het aantal inwoners vastgesteld op 1670.
In 2006 is het aantal inwoners door het United States Census Bureau geschat op 1698, een stijging van 28 (1,7%).

## Geografie
Volgens het United States Census Bureau beslaat de plaats een oppervlakte van
4,8 km², geheel bestaande uit land. Langston ligt op ongeveer 292 m boven zeeniveau.

## Plaatsen in de nabije omgeving
De onderstaande figuur toont nabijgelegen plaatsen in een straal van 24 km rond Langston.